# Пустынка (Волынская область)
Пустынка (укр. Пу́стинка) — село в Вишневской сельской общине Ковельского района Волынской области Украины.
До 2020 года входило в Любомльский район.
Код КОАТУУ — 0723382603. Население по переписи 2001 года составляет 63 человека. Почтовый индекс — 44357. Телефонный код — 3377. Занимает площадь 0,599 км².